# Срешћемо се у Сент Луису
Срешћемо се у Сент Луису (енгл. Meet Me in St. Louis) је амерички филмски мјузикл из 1944. године, режисера Винсента Минелија, заснован на истоименом роману Сали Бенсон. Главне улоге у филму тумаче Џуди Гарланд, Маргарет О’Брајен, Мери Астор, Лусил Бремер, Том Дрејк и Марџори Мејн, а радња прати једну годину живота породице Смит у Сент Луису, све до отварања Изложбе куповине Луизијане (познатије као Светска изложба) у пролеће 1904. године. Дизајнер Лемуел Ајерс, добитник награде Тони, био је уметнички директор филма.
Филм је по изласку остварио и критички и комерцијални успех. Постао је други филм са највећом зарадом 1944. године, иза филма Идући својим путем, а такође и најуспешнији мјузикл филм студија MGM из 1940-их. Године 1994, Конгресна библиотека је одабрала овај филм за чување у Националном регистру филмова Сједињених Држава због његовог „културног, историјског, или естетског значаја”.

## Радња
Током лета 1903. године, породица Смит води удобан живот горње средње класе у Сент Луису. Алонзо Смит и његова супруга Ана имају сина Лона Млађег и четири ћерке: Роуз, Естер, Агнес и Тути. Естер, друга по старости, заљубљена је у младог комшију Џона Труета, иако он у почетку не обраћа пажњу на њу. Тути се вози са достављачем леда господином Нилијем и расправља о томе да ли је Сент Луис најважнији град у земљи. Роуз, најстарија ћерка, узалуд се нада да ће је Ворен Шефилд запросити.
Естер коначно упознаје Џона како доликује када он као гост дође на забаву породице Смит и нада се да ће га поново срести током вожње трамвајем до градилишта Светске изложбе.
На Ноћ вештица, Тути и Агнес присуствују локалном паљењу ломаче. Касније, након што Тути дође кући са посеченом усном и изгубљеним зубом, тврди да је Џон покушао да је убије. Естер се суочава са Џоном, физички га нападајући и прекоревајући га. По повратку кући, Тути и Агнес признају истину: Џон је покушавао да их заштити од полиције након што је њихова опасна шала пошла наопако. Када сазна праву истину, Естер се извињава Џону, а он је љуби.
Господин Смит објављује да због посла мора да оде у Њујорк и да ће се породица преселити тамо после Божића. Породица је сломљена овом вешћу, посебно Роуз и Естер, чије су романсе, пријатељства и образовни планови угрожени. Естер је такође престрављена јер ће пропустити Светску изложбу. Иако је и госпођа Смит узнемирена, она се мири са мужем и заједно певају нежан дует за клавиром.
На Бадње вече се одржава елегантан бал. Џон не може да поведе Естер јер је закаснио да преузме свој смокинг. Естер олакшање проналази када јој деда понуди да је он испрати на бал. На балу, Естер и Роуз планирају да покваре вече партнерки Ворена Шефилда, Лусил Балард, тако што ће њену листу за плес попунити са неспретним и непожељним партнерима. Изненађује их то што је Лусил топла, пријатељски настројена и нимало снобовска. Она предлаже да Ворен буде са Роуз, а да она плеше са Лоном. Естер мења своју плесну листу са Лусилином и преузима њене неспретне партнере. Након што је деда „спасе” од једног од њих, Естер је пресрећна када Џон стигне у смокингу, и остатак вечери проводе у плесу. Касније, Џон запроси Естер, која пристаје, али њихова будућност остаје неизвесна јер она и даље мора да се пресели у Њујорк.
Естер се враћа кући и затиче Тути како нестрпљиво чека Деда Мраза и брине се да ли ће моћи да понесе све своје играчке у Њујорк. Након што Естер отпева Тути дирљиву песму „Have Yourself a Merry Little Christmas”, утучена Тути уништава групу Снешка Белића које ће морати да оставе за собом. Естер је теши и уверава да ће бити заједно где год да оду. Господин Смит, који је био сведок овог призора, почиње да преиспитује своју одлуку. Након што је неко време размишљао у дневној соби, окупља породицу и објављује да се ипак неће преселити у Њујорк, на опште изненађење и радост. У том тренутку, Ворен упада у кућу Смитових, изјављује љубав Роуз и најављује да ће се венчати што је пре могуће. Схватајући да је Божић, породица Смит заједно слави.
Следећег пролећа, на Светској изложби, породица се окупља поред Велике лагуне баш у тренутку када се упале хиљаде светала око великог павиљона.

## Улоге
| Глумац                  | Улога          |
| ----------------------- | -------------- |
| Џуди Гарланд            | Естер Смит     |
| Маргарет О’Брајен       | Тути Смит      |
| Мери Астор              | Ана Смит       |
| Лусил Бремер            | Роуз Смит      |
| Леон Ејмс               | Алонзо Смит    |
| Том Дрејк               | Џон Трует      |
| Марџори Мејн            | слушкиња Кејти |
| Хари Давенпорт          | деда           |
| Џун Локхарт             | Лусил Балард   |
| Хенри Х. Данијелс Млађи | Лон Смит Млађи |
| Џоун Керол              | Агнес Смит     |
| Хју Марлоу              | пуковник Дарли |
| Роберт Сали             | Ворен Шефилд   |
| Чил Вилс                | господин Нили  |